# Jack Cichy
Jack Cichy (Milwaukee, 5 maggio 1996) è un ex giocatore di football americano statunitense che ha militato nel ruolo di linebacker nella National Football League (NFL).

## Carriera

### Tampa Bay Buccaneers
Cichy fu scelto nel corso del sesto giro (202º assoluto) del Draft NFL 2018 dai Tampa Bay Buccaneers. Disputò sei partite prima di rompersi il legamento crociato nella settimana 7, venendo inserito in lista infortunati il 22 ottobre 2018.
Nel 2019, Cichy disputò 4 partite prima di infortunarsi al gomito nella settimana 4. Saltò le successive quattro partite dopo di che fu inserito in lista infortunati il 30 ottobre 2019.
Il 13 ottobre 2020, Cichy fu inserito in lista infortunati dopo un infortunio al tendine del ginocchio nella settimana 5. Tornò nel roster attivo il 28 novembre 2020. Fu svincolato il 2 dicembre 2020.

### New England Patriots
Il 3 dicembre 2020, Cichy firmò con i New England Patriots. Fu svincolato dopo avere fallito un test fisico il 9 dicembre 2020, e rifirmò con la squadra di allenamento due giorni dopo.

### Ritorno ai Buccaneers
Il 2 gennaio 2021, Cichy rifirmò con i Tampa Bay Buccaneers. Il 19 gennaio 2021 fu inserito in lista infortunati. I Buccaneers andarono poi a vincere il Super Bowl LV contro i Kansas City Chiefs.

## Palmarès
- Super Bowl : 1

Tampa Bay Buccaneers: LV
- National Football Conference Championship: 1

Tampa Bay Buccaneers: 2020